# Fernando Correa (ciclista)
Fernando Correa (nascido em 10 de fevereiro de 1961) é um ex-ciclista venezuelano. Participou nos Jogos Olímpicos de 1984 em Los Angeles, onde terminou na quinquagésima primeira posição na prova de estrada.